# Чемпионат России по самбо среди женщин 2010
Чемпионат России по самбо среди женщин 2010 года проходил в городе Кстово с 23 по 27 июня.

## Медалисты
| Весовая категория | Золото                                   | Серебро                        | Бронза                                                     |
| ----------------- | ---------------------------------------- | ------------------------------ | ---------------------------------------------------------- |
| до 48 кг          | Мария Молчанова Краснокамск              | Елена Бондарева Москва         | Зинаида Борисова Брянск Олеся Шайдурова Лысьва             |
| до 52 кг          | Сусанна Мирзоян Пенза                    | Мария Ткач Пушкинские Горы     | Наталья Чернецова Москва Елена Дубинина Брянск             |
| до 56 кг          | Татьяна Зенченко Владивосток             | Диана Алиева Москва            | Мария Румянцева Березники Надежда Зайцева Санкт-Петербург  |
| до 60 кг          | Яна Костенко Владивосток                 | Светлана Бурцева Березники     | Татьяна Жернякова Москва Арина Пчелинцева Москва           |
| до 64 кг          | Ирина Громова Барнаул                    | Екатерина Оноприенко Пермь     | Анастасия Белоиванова Москва Екатерина Гольберг Астрахань  |
| до 68 кг          | Ольга Усольцева Рязань                   | Марина Кормильцева Пермь       | Елена Каменских Краснокамск Альбина Салбиева Владикавказ   |
| до 72 кг          | Светлана Галянт Петропавловск-Камчатский | Светлана Аверушкина Пермь      | Евгения Скворцова Москва Таисия Киреева Сысерть            |
| до 80 кг          | Наталья Казанцева Омск                   | Анна Субботина Санкт-Петербург | Надежда Еремеева Екатеринбург Ксения Ежова Санкт-Петербург |
| свыше 80 кг       | Ирина Родина Пермь                       | Елена Хакимова Бузулук         | Анна Балашова Пермь Елена Иващенко Омск                    |

## Командное первенство

### По регионам
1. Пермский край;
2. Приморский край;
3. Омская область.

### По округам
1. Приволжский федеральный округ;
2. Москва;
3. Дальневосточный федеральный округ.